# دنیای کوچک (آلبوم ایندیلا)
«دنیای کوچک» آلبومی از هنرمند اهل فرانسه ایندیلا است.
این آلبوم در چارت‌های والونیا، لهستان، فرانسه در رتبه اول قرار گرفت.